# Jan Kamiński (ur. 1955)
Jan Kamiński (ur. 13 listopada 1955 w Starowoli) – polski polityk, zootechnik, samorządowiec i rolnik, poseł na Sejm VI kadencji.

## Życiorys
Ukończył studia na Wydziale Zootechniki Uniwersytecie Warmińsko-Mazurskim w Olsztynie. Prowadzi indywidualne gospodarstwo rolne. Od 1992 do 1998 był prezesem Zarządu Wojewódzkiego Ochotniczej Straży Pożarnej.
Należał do ZSL i PSL. W latach 1991–1998 pełnił funkcję wicewojewody suwalskiego. W 2001 przeszedł do Samoobrony RP. W 2002 z ramienia tej partii został radnym sejmiku podlaskiego, objął też funkcję wicemarszałka województwa. Oba te stanowiska zajmował do 2007. W 2003, gdy został wykluczony z Samoobrony RP, wrócił do PSL.
W wyborach parlamentarnych w 2007 uzyskał mandat poselski z listy Polskiego Stronnictwa Ludowego, otrzymując w okręgu białostockim 11 798 głosów.
W 2009 bez powodzenia kandydował do Parlamentu Europejskiego. W wyborach parlamentarnych w 2011 również bezskutecznie ubiegał się o reelekcję (otrzymał 6195 głosów).

## Życie prywatne
Jest żonaty, ma trzy córki.